# São Pedro do Piauí
São Pedro do Piauí is een gemeente in de Braziliaanse deelstaat Piauí. De gemeente telt 13.544 inwoners (schatting 2009).